# Chambar
 (janvier 2019).
Chambar ou Chamber est une ville du district de Tando Allahyar dans la province du Sind, au Pakistan. Elle compte 17 801 habitants selon le recensement de 2017,. La ville est subdivisée en deux union councils.
Chambar se trouve à 11 m d'altitude et jouit d'un climat chaud en hiver et en été.
D'après plusieurs recherches, la ville connaît un succès économique en raison de nombreux investissements. Chambar concentre l'activité financière d'environ 2 400 agriculteurs des villages alentour.
De nombreuses ethnies et castes se côtoient dans la ville. La religion majoritaire y est l'islam, mais on y trouve aussi des hindous et des chrétiens.